# Bourse du Talent
Bourse du Talent ist ein von der französischen online-Zeitschrift Photographie.com geschaffener Preis zur Förderung junger Fotografen.
Der jährlich verliehene Preis umfasst die Kategorien Reportage, Landschaft/Architektur, Mode sowie Porträt und wird von einer umfassenden Werkschau der Preisträger in der Bibliothèque nationale de France begleitet.